# Bayerischer Kommunaler Prüfungsverband
Der Bayerische Kommunale Prüfungsverband (BKPV) ist eine unabhängige Einrichtung der kommunalen Selbstverwaltung. Als Körperschaft des öffentlichen Rechts wird er grundsätzlich nur für seine Mitglieder tätig. Bei der Wahrnehmung seiner Aufgaben ist er nur dem Gesetz unterworfen. Der BKPV hat seinen Sitz in München. Der Prüfungsverband als „Rechnungshof der Kommunen“ hat insbesondere die Aufgabe, die Einhaltung der für die Wirtschaftsführung geltenden Vorschriften und Grundsätze bei seinen Mitgliedern (Gemeinden, Landkreise, Bezirke, kommunale Zusammenschlüsse) zu prüfen und diese in Fragen mit finanziellen oder wirtschaftlichen Auswirkungen zu beraten. Der Bayerische Kommunale Prüfungsverband ist gemeinsam mit den bayerischen kommunalen Spitzenverbänden Träger des Europabüros der bayerischen Kommunen in Brüssel.

## Aufgaben und Tätigkeit
Die Aufgaben des Bayerischen Kommunalen Prüfungsverbandes ergeben sich aus Art. 2 des Gesetzes über den Bayerischen Kommunalen Prüfungsverband – PrVbG – vom 24. April 1978 (GVBl. S. 131, 139). Schwerpunktaufgaben sind danach:
- überörtliche Rechnungs- und Kassenprüfungen bei den Mitgliedern in einem Turnus von drei bis vier Jahren
- Abschlussprüfungen (in der Regel jährlich) bei kommunalen Wirtschaftsbetrieben der Mitglieder
- Förderung der Wirtschaftsführung der Mitglieder durch Beratungen und durch Gutachten
- besondere Prüfungen auf Antrag eines Mitglieds oder auf Ersuchen seiner Rechtsaufsichtsbehörde

Die überörtliche Prüfung ist von ihrem Ansatz her eine umfassende Finanzkontrolle. Sie erstreckt sich auf die Einhaltung der für die Wirtschaftsführung geltenden Vorschriften und Grundsätze, insbesondere darauf ob
- der Haushaltsplan eingehalten wurde,
- die Einnahmen und Ausgaben begründet und belegt sowie die Jahresrechnung bzw. der Jahresabschluss und die Vermögensnachweise ordnungsgemäß aufgestellt sind,
- wirtschaftlich und sparsam verfahren wird und
- die Aufgaben mit geringerem Personal- oder Sachaufwand oder auf andere Weise wirtschaftlicher erfüllt werden können.

Ist eine Kommune an privatrechtlichen Unternehmen oder Kommunalunternehmen in Form einer Anstalt des öffentlichen Rechts beteiligt, kann der BKPV auch ihre unternehmerische Betätigung prüfen. Eine unmittelbare Rechnungsprüfung bei den in selbständiger Rechtsform geführten Unternehmen ist damit allerdings nicht verbunden; diese Unternehmen unterliegen einer Abschlussprüfung durch einen Wirtschaftsprüfer oder eine Wirtschaftsprüfungsgesellschaft.
Art, Zeit und Umfang der Prüfungen bestimmt allein der BKPV. Die Rechnungsprüfungen beschränken sich dabei auf Teilgebiete und Stichproben. Die überörtlichen Kassenprüfungen werden grundsätzlich unvermutet durchgeführt. Sämtliche Unterlagen, die der BKPV für die Prüfung als notwendig erachtet, sind ihm vorzulegen. Dies gilt entsprechend für elektronisch gespeicherte Daten. Den Prüfern sind alle zur Durchführung der Prüfung erforderlichen Auskünfte umfassend und wahrheitsgemäß zu erteilen. Im Rahmen ihrer Tätigkeit haben die Prüfer Zutritt zu allen Dienst- und Betriebsräumen; sie sind berechtigt, die Öffnung von Behältern zu verlangen sowie Ortsbesichtigungen vorzunehmen.
Über jede Prüfung wird ein schriftlicher Prüfungsbericht erstellt, der sowohl der geprüften Stelle als auch der Rechtsaufsichtsbehörde zugeleitet wird. Die Erledigung der Prüfungsfeststellungen überwacht die Rechtsaufsichtsbehörde. Die Prüfungsberichte werden nicht veröffentlicht. Jedes Mitglied des Gemeinderats, Kreistags oder Bezirkstags hat aber das Recht auf Einsichtnahme.
Der BKPV kann – ebenso wie private Wirtschaftsprüfer – Abschlussprüfungen durchführen. Die Abschlussprüfung umfasst die Vollständigkeit und Ordnungsmäßigkeit des Jahresabschlusses und des Lageberichts sowie die Ordnungsmäßigkeit der Geschäftsführung und die wirtschaftlichen Verhältnisse. Über die Abschlussprüfung wird ein Bestätigungsvermerk (Testat) erteilt. Liegen Mängel vor, wird das Testat eingeschränkt oder Hinweise aufgenommen.
Eine weitere wesentliche Aufgabe des BKPV ist die unabhängige und objektiv nach Prüfungsgrundsätzen durchzuführende Beratung seiner Mitglieder, insbesondere in folgenden Bereichen:
- Allgemeine Kommunalangelegenheiten (z. B. Umstellung auf die doppelte kommunale Buchführung, Verwaltungsorganisation und effiziente Gestaltung von Verwaltungsprozessen, Personalbedarf und Stellenbewertungen), Fragen der Informationstechnik (z. B. rechtskonformer Einsatz automatisierter Verfahren, elektronischer Signaturen und von Dokumentenmanagement-, Workflow- und elektronischen Archivsystemen), Beitrags- und Gebührenkalkulationen für kommunale Einrichtungen (z. B. Wasserversorgung, Abwasser- und Abfallentsorgung, Bestattungseinrichtungen, Straßenreinigung), Rechts- und Grundsatzfragen (z. B. Abgabenrecht, EU-Beihilferecht, Kassen- und Rechnungswesen, Personalrecht, Schulfinanzierungsrecht, Sozial- und Jugendhilfe, Stiftungswesen, Vergabe von Liefer- und Dienstleistungen, Vertragsrecht)
- Angelegenheiten der Unternehmen der Kommunen (z. B. Erstellung von Jahresabschlüssen, Abgabe von Steuererklärungen und Fragen des Rechnungswesens, Abschluss von Strom- oder Gaslieferungsverträgen und Übernahme von Versorgungsnetzen, Steuerangelegenheiten, Rechts- und Organisationsformen kommunaler Unternehmen, Bewertung von Geschäftsanteilen von Kommunen, gesellschaftsrechtliche Fragen, Vertragsangelegenheiten, Betrauungsakte im Sinne des EU-Beihilferechts)
- Fragen des Bauwesens (z. B. Architekten-, Ingenieur-, Baubetreuungs- und Projektsteuerungsverträge, Wirtschaftlichkeitsbewertung von Planungen, Anwendung der nationalen und EU-Vergabevorschriften, Berechtigung von Nachtragsforderungen, Abrechnung von Bau- und Planungsleistungen, fachtechnische Fragen im Elektro-, Heizungs-, Lüftungs- und Sanitärbereich)

Der Bayerische Kommunale Prüfungsverband ist seit 1992 gemeinsam mit den vier bayerischen kommunalen Spitzenverbänden – Bayerischer Gemeindetag, Bayerischer Städtetag, Bayerischer Landkreistag und Bayerischer Bezirketag – Träger des Europabüros der bayerischen Kommunen in Brüssel. Das Europabüro veröffentlicht aktuelle Informationen zu kommunalen Themen aus dem Bereich der EU in seinem Newsletter Brüssel Aktuell.

## Mitglieder, Finanzierung und Organisation
Pflichtmitglieder sind u. a. die bayerischen kommunalen Spitzenverbände, die kreisfreien Städte, die Großen Kreisstädte, die Landkreise und die Bezirke. Das Bayerische Staatsministerium des Innern, für Sport und Integration bestimmt kreisangehörige Gemeinden (in der Regel mit mehr als 5.000 Einwohnern), Verwaltungsgemeinschaften, Zweckverbände und weitere öffentlich-rechtliche kommunale Zusammenschlüsse nach Maßgabe des PrVbG zu Mitgliedern. Kommunale, von Mitgliedern kommunal verwaltete Stiftungen sind ihrerseits ebenfalls Mitglieder. Zum 1. Januar 2023 waren 2.104 bayerische juristische Personen (davon 876 Städte, Märkte, Gemeinden, Landkreise und Bezirke) Mitglieder des Prüfungsverbandes. Andere juristische Personen des öffentlichen Rechts in Bayern können freiwillige Mitglieder werden.
Der Prüfungsverband finanziert seinen Haushalt von derzeit rd. 38 Mio. € zu ca. 70 % durch Gebühren für seine Prüfungs- und Beratungstätigkeit, zu ca. 20 % durch Beiträge und im Übrigen durch einen Zuschuss des Freistaats Bayern und sonstige Einnahmen.
Organe des Prüfungsverbandes sind der Landesausschuss, der Vorstand und der Verbandsvorsitzende.
Jeweils drei „geborene“ Mitglieder (Verbandsvorsitzender, Geschäftsführender Direktor, Geschäftsführender Präsident des Sparkassenverbandes Bayern) gehören dem Landesausschuss und dem Vorstand an; die weiteren 18 bzw. 7 Mitglieder werden von den kommunalen Spitzenverbänden abgeordnet.
Zum Verbandsvorsitzenden für die Wahlperiode 2020 bis 2026 wurde Elmar Stegmann, Landrat des Landkreises Lindau (Bodensee), gewählt.
Geschäftsführender Direktor ist Günter Heimrath.
Der Geschäftsführende Direktor ist als Leiter der Geschäftsstelle des BKPV für die Prüfungs- und Beratungstätigkeit des Verbandes allein verantwortlich und unterliegt dabei keinen Weisungen der Verbandsorgane oder der Aufsichtsbehörde. Für die Abschlussprüfungen bei den kommunalen Wirtschaftsbetrieben liegt die Verantwortung beim Leiter der Abteilung „Kommunale Unternehmen“, der öffentlich bestellter Wirtschaftsprüfer ist.
Der BKPV gliedert sich in die Abteilungen „Allgemeine Prüfung und Organisation“, „Bauwesen“ und „Kommunale Unternehmen“.
Beim BKPV sind rd. 200 Mitarbeiter aus unterschiedlichen Berufsfeldern tätig, darunter Verwaltungswirte, Architekten, Ingenieure, Juristen, Informatiker, Kaufleute, Steuerberater und Wirtschaftsprüfer. Von den Mitarbeitern sind rd. 60 in der Geschäftsstelle in München und rd. 140 als Prüfer im Außendienst in Bayern bei den geprüften und beratenen Mitgliedern eingesetzt.
Der Prüfungsverband untersteht der Rechtsaufsicht des Bayerischen Staatsministeriums des Innern, für Sport und Integration. Es ist eine Staatsbeauftragte bestellt, die an den Sitzungen des Vorstandes und des Landesausschusses teilnimmt. Eine Einflussnahme auf die Prüfungs- und Beratungstätigkeit des Verbandes ist dem Ministerium aber nicht möglich.

## Geschichte

### Entstehung
Bayern war das erste Land in Deutschland, das eine eigene kommunale Prüfungseinrichtung schuf. Durch das bayerische Gesetz über die Selbstverwaltung vom 22. Mai 1919 (GVBl. S. 239) wurde u. a. dem gemeindlichen Bestreben nach einer wirksamen, verselbständigten, vom Staat abgetrennten überörtlichen Rechnungsprüfung entgegengekommen. Bereits vor Inkrafttreten des Selbstverwaltungsgesetzes regte der Vorstand des Verbandes der Bayer. Sparkassen an, die 1913 in Bayern eingerichtete Sparkassenrevision um die Prüfung der Gemeindekassen zu erweitern. Am 29. September 1919 wurde daraufhin durch den Landesverband Bayer. Sparkassen, den Bayer. Städteverband und den Landesverband bayerischer Stadt- und Marktgemeinden in Ansbach der „Prüfungsverband öffentlicher Kassen“ gegründet. Mit Bekanntmachung des Staatsministeriums des Innern vom 13. Januar 1920 aufgrund des o. g. Selbstverwaltungsgesetzes wurde dem Verband die „Rechtsfähigkeit als Verein des öffentlichen Rechts“ verliehen.
Mitglieder des Prüfungsverbandes waren ab 1920 zunächst die Gemeinden bis zu 10.000 Einwohnern mit Sparkassen, die Städte und Märkte bis zu 10.000 Einwohnern und die Bezirke. Durch die Bekanntmachung des Staatsministeriums des Innern vom 4. Januar 1929 (GVBl. S. 2) wurden als Pflichtmitglieder u. a. auch die Gemeinden mit 2.001 bis 10.000 Einwohnern bestimmt. Damit wurde auch ein großer Teil der Landgemeinden Pflichtmitglieder des Verbandes. Die Bestrebungen des Verbands der Landgemeinden, eine eigene Prüfungseinrichtung zu gründen, verloren dadurch in den folgenden Jahren an Gewicht.
1932 wurde der rechtliche Charakter des Verbandes geändert. Während er bisher nach seiner Satzung die Rechtsfähigkeit als Verein des öffentlichen Rechts durch staatliche Verleihung erhalten hatte, wurde der Verband nunmehr zur Körperschaft des öffentlichen Rechts. Bis 1933 kamen als Mitglieder auch die größeren Städte einschließlich der Landeshauptstadt München hinzu. Durch die Notverordnung vom 6. Oktober 1931 (RGBl. I S. 562) wurde es den Wirtschaftsbetrieben der öffentlichen Hand zur Pflicht gemacht, die Jahresabschlüsse ihrer Betriebe durch Bilanzprüfer prüfen zu lassen. Das Ziel der Notverordnung war, die wirtschaftliche Betätigung der öffentlichen Hand einzudämmen und einer Beeinträchtigung der Gemeindefinanzen durch die Betriebe entgegenzuwirken. In der Durchführungsverordnung vom 30. März 1933 (RGBl. I S. 180) wurde bestimmt, dass in Ländern, die über eigene überörtliche Prüfungseinrichtungen verfügten, diese anstelle von Wirtschaftsprüfern als Bilanzprüfer bestellt werden können. Aufgrund dieser Verordnung wurde der Verband durch Entschließung des Bayer. Staatsministeriums des Innern vom 5. August 1933 mit Zustimmung der Reichsregierung zum Bilanzprüfer bestellt. 1939 erging durch die Aufsichtsbehörde an den Verband die Weisung, die Sparkassenprüfung vom Verband zu trennen und auf den Sparkassen- und Giroverband zu übertragen. In der Zeit des Zweiten Weltkrieges kam die Tätigkeit des Verbandes weitgehend zum Erliegen, da schon bald nach Kriegsbeginn einschränkende Vorschriften erlassen wurden, nach denen Rechnungs- und Abschlussprüfungen zu unterbleiben hatten. Bei Kriegsende gab es beim Verband nur noch zwei Revisoren.

### Nach 1945
Erst ab Juni 1945 konnte der Verband seine Arbeit mit kurzen Beratungen wieder aufnehmen. Die die Prüfung einschränkenden Kriegsvorschriften wurden 1949 aufgehoben. Durch die ME vom 5. Februar 1949 (MABl. S. 50) wurde die Weisung erteilt, die Rechnungen der Gemeinden und Landkreise wieder in dem früheren, im § 97 DGO umrissenen Umfang zu prüfen. 1952 wurde in der neuen bayerischen Gemeindeordnung erstmals die Prüfung des Verbandes bei seinen Mitgliedern als Angelegenheit der Selbstverwaltung, nicht mehr als staatliche Aufgabe, ausgestaltet.
1978 wurde ein eigenes Gesetz über den Bayerischen Kommunalen Prüfungsverband erlassen und der Verband im Hinblick auf seine Aufgaben umbenannt. Durch dieses Gesetz wurden auch die (heutigen) Bezirke zu Mitgliedern bestimmt und die Prüfung der Landkreise, bei der sich seit 1938 der Prüfungsverband und der Bayerische Oberste Rechnungshof  abgewechselt hatten, ausschließlich dem BKPV übertragen.
Der Bayerische Oberste Rechnungshof forderte in seinem Jahresbericht 2010, die überörtliche Rechnungsprüfung aller Gemeinden beim BKPV zu konzentrieren. In den Folgejahren wurden dem BKPV daraufhin alle bayerischen Gemeinden mit doppelter kommunaler Buchführung bzw. über 5.000 Einwohnern sowie mitverwaltete Stiftungen, Schul- und Zweckverbände als Mitglieder zugewiesen, sofern sie noch nicht Mitglieder des BKPV waren. Die Anzahl der Mitglieder beim BKPV stieg von 1.398 (Stand 31. Dezember 2010) auf 2.104 (Stand 1. Januar 2023).